# Abdullah Dzsumaan al-Doszarí
Abdullah Dzsumaan al-Doszarí (arabul: عبد الله محمد الجمعان الدوسري); 1977. november 10. –) szaúd-arábiai válogatott labdarúgó.

## Pályafutása

### Klubcsapatban
1998 és 2007 között az El-Hilál csapatában játszott, melynek tagjaként 2000-ben megnyerte az AFC-bajnokok ligáját és három bajnoki címet szerzett. 2006 és 2007 között az El-Áhlí csapatában is szerepelt.

### A válogatottban
1996 és 2005 között 43 alkalommal játszott a szaúd-arábiai válogatottban és 17 gólt szerzett. Részt vett a 2000-es Ázsia-kupán és a 2002-es világbajnokságon, valamint tagja volt az 1996-os Ázsia-kupán győztes válogatott keretének is. 

## Sikerei, díjai
El-Hilál
- Szaúd-arábiai bajnok (3): 1997–98, 2001–02, 2004–05
- AFC-bajnokok ligája győztes (1): 1999–00
- Kupagyőztesek Ázsia-kupája győztes (1): 2001–02
- Ázsiai labdarúgó-szuperkupa győztes (1): 2000

Szaúd-Arábia
- Ázsia-kupa győztes (1): 1996
- Ázsia-kupa döntős (1): 2000